# Harrison Tasher
Harrison Tasher (5 gennaio 1985) è un calciatore beliziano, centrocampista del Belize Defence Force e della Nazionale beliziana.

## Carriera

### Club
Gioca dal 2005 al 2008 al Wagiya. Nel 2008 viene acquistato dal Valley Renaissance. Nel 2009 si trasferisce al FC Belize. Nel 2015 firma per il Belize Defence Force.

### Nazionale
Debutta in Nazionale il 22 gennaio 2008, nell'amichevole Belize-El Salvador (0-1). Viene convocato per la CONCACAF Gold Cup 2013.